# Martin Koolhoven

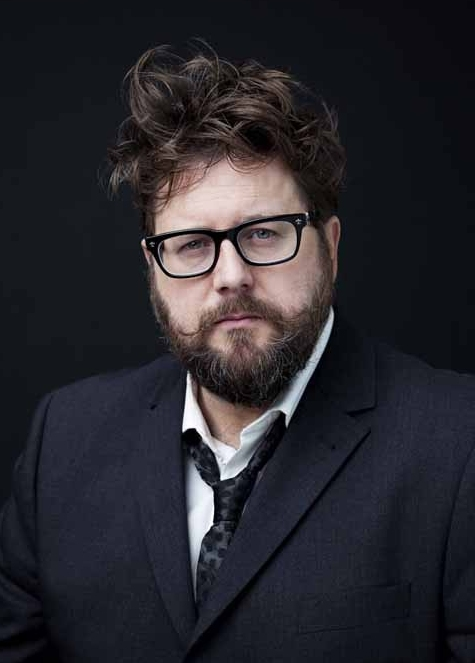
Martin Koolhoven

Martin Koolhoven (* 25. April 1969 in Den Haag, Niederlande) ist ein niederländischer Filmregisseur, Drehbuchautor und Schauspieler.

## Berufliche Laufbahn
Koolhoven besuchte die zwei Filmschulen, eine in den Niederlanden, eine in Belgien und wechselte später zur niederländischen Film And Television Academy.
Er begann 1993 mit den Kurzfilm Chess und drehte zwei Jahre später einen weiteren Kurzfilm mit dem Titel Koekoek!.
1996 veröffentlichte er den Kurzfilm De Orde Der Dingen, der auch seine Abschlussarbeit an der niederländischen Filmacademy war. 
Der erste Film nach seinem Abschluss der niederländischen Filmacademy war der 1997 für den niederländischen Preis „Golden Calf“ nominierte Film Duister licht, dem zwei Jahre später (1999) der TV-Film Suzy Q folgte.
Sein Kinodebüt war der 2001 erschienene Film AmnesiA.
International wurde er 2005 durch den Film Schnitzelparadies (niederländisch: Het schnitzelparadijs) bekannt, der in internationalen Version als Schnitzel Paradise erschien. Der Film wurde bei den niederländischen Film Festival mit einem Goldenen Kalb, beim Skip City International D-Cinema Festival mit Best Screenplay und beim U.S. Comedy Arts Festival in den Kategorien „Comedy Film Honor“ und „Film Discovery Jury Award“ ausgezeichnet.
Im selben Jahr erschien ebenfalls der Film Knetter, der in Deutschland unter dem Titel Übergeschnappt und international unter Bonkers in den Kinos anlief. Der Film erhielt verschiedene nationale wie auch internationale Filmpreise, darunter den „Audience Award“ des niederländischen Filmfestivals.
Im Jahre 2008 drehte er den Kinofilm Oorlogswinter, der auch unter dem englischen Titel Winter in Wartime bekannt wurde und 2009 für den Oscar vorgeschlagen und bei den Satellite Awards 2009 nominiert war. Der Film erhielt Nationale wie auch Internationale Auszeichnungen, darunter der Golden and Platin Film, Netherlands in der Gold- und Platinkategorie, sowie Preise beim Niederländischen Film Festival, den Rembrandt Awards und beim Rome Film Fest.
Für den englischsprachigen Western Brimstone mit Dakota Fanning, Guy Pearce, Kit Harington und Carice van Houten in den Hauptrollen erhielt er 2016 eine Einladung in den Wettbewerb der 73. Filmfestspiele von Venedig.

## Werke

### Filme
- 2001: AmnesiA
- 2001: De grot
- 2004: Het zuiden
- 2005: Schnitzelparadies (OT: Het schnitzelparadijs)
- 2005: Übergeschnappt (OT: Knetter)
- 2006: 'n beetje verliefd
- 2008: Oorlogswinter (Winter in Wartime)
- 2016: Brimstone

### Fernsehfilme/-serien
- 1993: Chess
- 1995: Koekoek!
- 1996: De Orde Der Dingen
- 1997: Vet Heftig - de video
- 1997: Duister licht
- 1999: Suzy Q
- 2007: „Koefnoen“ (Episode vom 15. September 2007: Bergman & Western bits)